# Verwaltungsamt Lipperode-Cappel
| Basisdaten                          | Basisdaten           |
| ----------------------------------- | -------------------- |
| Bestandszeitraum                    | 1879–1928            |
| Verwaltungssitz                     | Stift Cappel         |
| Fläche                              | 7,66 km² (1910)      |
| Einwohner                           | 1.292 (1910)         |
| Bevölkerungsdichte                  | 169 Einw./km² (1910) |
|                                     |                      |
| Lage der lippischen Exklaven (1905) |                      |

Das Verwaltungsamt Lipperode-Cappel war von 1879 bis 1928 ein Verwaltungsbezirk des Fürstentums bzw. des Freistaats Lippe. Sein Verwaltungssitz war im Stift Cappel.

## Geschichte
1879 wurden im Fürstentum Lippe fünf Verwaltungsämter gebildet, darunter das Verwaltungsamt Lipperode-Cappel. Es umfasste zwei in der Nähe von Lippstadt gelegene Exklaven des Fürstentums Lippe mit den beiden Gemeinden Lipperode und Cappel sowie dem Stift Cappel.
1919 wurde aus dem Fürstentum Lippe der Freistaat Lippe. Durch das Lippische Gemeindeverfassungsgesetz von 1927 wurde das Amt zum 1. April 1928 aufgehoben und in das Landratsamt Detmold eingegliedert, das wiederum 1932 im Kreis Detmold aufging.
Heute gehört das Gebiet des ehemaligen Verwaltungsamtes Lipperode-Cappel zur Stadt Lippstadt im Kreis Soest in Nordrhein-Westfalen.

## Einwohnerentwicklung
|           | Lipperode-Cappel |       |       |
| Jahr      | 1900             | 1910  | 1925  |
| Einwohner | 901              | 1.292 | 1.594 |